# راؤول أنطونيو فيدال
راؤول أنطونيو فيدال (بالإسبانية: Raúl Antonio Vidal)‏ هو لاعب كرة قدم مكسيكي، ولد في 26 مارس 1994. لعب مع كروز آزول.

## روابط خارجية
- راؤول أنطونيو فيدال على موقع قاعدة بيانات كرة القدم.إي يو (الإنجليزية)
- راؤول أنطونيو فيدال على موقع Soccerway.com (الإنجليزية)